# Luciano (cantante)
Luciano, nome d'arte di Jepther McClymont (Davey Town, 20 ottobre 1964), è un cantante giamaicano.
È chiamato Jah Messenjah (the messenger, il messaggero, + Jah) per la sua fortissima fede rasta.
A seguito del suo contributo alla musica reggae, il 15 ottobre 2007 è stato insignito del grado di Ufficiale dell'Ordine di Distinzione, quinto più alto riconoscimento civico giamaicano.

## Discografia

### Album in studio
- Moving Up (1993)
- One Way Ticket (1994)
- After All (1995)
- Where There Is Life (1995)
- Sweep Over My Soul (1999)
- A New Day (2001)
- Great Controversy (2001)
- Serve Jah (2003)
- Visions (2003)
- Serious Times (2004)
- Jah Words (2005)
- Child Of A King (2006)
- Jah Is My Navigator (2008)
- Write My Name (2010)
- Rub-A-Dub Market (2011)

### Live
- Live (2000)